# 柯铭清
柯铭清 (1930- ) 是中国药学家，福建福州人。他是原湘雅医院药剂科主任和奠基人。现任湖南省新药审评专家，江西恒康药业有限公司首席科学家。

## 生平
柯铭清1957年毕业于中国药科大学（原南京药学院），同年进入湖南医学院第一附属医院（现中南大学湘雅医院）工作，后担任湘雅医院药剂科主任。柯铭清在药物研发过程中，为验证药效及毒性，多次以身试药。退休后仍活跃在制药一线。

## 科研
柯铭清在非典型肺炎防治方面具有影响力，2003年发现中药野马追糖浆对非典病毒具有预防作用。他曾紧急研制氯化钡中毒特效解毒剂，24小时内成功救治166名中毒患者，创造了罕见的零死亡率记录。他获得"声学造影剂"发明专利授权，对医学影像技术作出贡献，并创新"结晶氧"为中国内给氧疗法奠定基础。
总计获得国家发明专利3项、新药生产许可14项，科技成果转化成功率达90%，在16家药厂推广生产。

## 编著
柯铭清主导编写了《中国医院制剂规范》，系统规范了医院制剂标准。他的著作《中草药有效成分理化与药理性质》（后更名为《中草药有效成分理化与药理特性》）首次将中草药成分的理化性质与药理作用相结合，该书1979年由湖南科学技术出版社首次出版，1982年修订再版，收录了560多种中草药的有效成分及药理研究，被6个国家的16-18所图书馆收藏。
柯铭清的主要编著还包括《护师用药指南》等共9部。

柯铭清手持其亲自撰写的自述著作《我的药学人生》

## 荣誉
- 2018年：获评"湖南最美劳动者"[3]
- 2021年：获"药学终身成就奖"
- 2024年：获"湖湘药学特殊贡献奖"[7]